# Killer
Killer és el primer joc de rol en viu en ésser publicat al país. Els jugadors prenen el paper d'assassins i s'han d'eliminar mútuament. Tot i que pot semblar un joc violent, realment es tracta d'un joc d'enginy i deducció. Un dels jugadors, que fa de director de joc, vetlla perquè es compleixin les normes i no es molesti a qui no participa en el joc.

## Versió original i traduccions
El joc és original dels Estats Units, creat per Steve Jackson Games i actualment es troba en la seva quarta edició. Killer es basa en un joc tradicional americà anomenat "joc de l'assassí", ampliant-ne les regles i introduint el concepte d'assumir rols. A part de la traducció al castellà, també es va traduir a l'italià (ambdues descatalogades).

## El joc de l'assassí
En el joc tradicional, cada jugador tracta d'eliminar els altres participants amb armes inofensives, com ara pistoles d'aigua o confeti. Cada jugador se li assigna secretament i a sorts el nom del participant que ha "d'assassinar". Si ho aconsegueix, aleshores el jugador eliminat li revela quin era el seu objectiu i aquest passa a ser la seva nova víctima. El joc acaba quan només sobreviu un jugador.
Aquest joc tradicional és molt recurrent en els campus universitaris nord-americans, on existeixen nombroses societats de jugadors que n'organitzen periòdicament partides.

## El reglament
L'edició de Joc Internacional es va fer en una enquadernació cartoné i, en excepció de les portades, és imprès en blanc i negre. Traduït per Lluís Salvador i il·lustrat per Arnal Ballester. Com que l'editorial va tancar el 1998, actualment és difícil adquirir un exemplar.

### Noves regles
El joc de Steve Jackson aporta un nou enfocament al joc tradicional, afegint elements típics dels jocs de rol. Com ara ambientacions, en les que les regles i l'organització general varien. O bé personalitats (o sigui, rols que adoptar) que limitaran al jugador, però que el compensaran si aquest actua d'acord amb la personalitat assignada.
També amplia el reglament afegint un sistema de puntuació que pot declarar un guanyador en un temps limitat de joc o un sistema monetari amb què els participants hauran de gestionar per poder "pagar-se" les armes.

### El paper del director de joc
El director de joc assumeix, principalment, la funció d'àrbitre i organitzador. Com a organitzador és l'encarregat de concretar les regles en les que tots els jugadors es basaran i es dedica a comunicar a tots els participants els canvis o les suposades defuncions. Com a àrbitre ha de tenir especial cura que tots els participants compleixin les regles, així com el respecte cap a qui no participi en el joc. A més, és clar, de solucionar els possibles conflictes o discussions.

### Els jugadors
Cada jugador se li assigna el nom d'un dels participants com a objectiu a eliminar, però ignora quin altre jugador anirà contra ell. Així que s'ha de dedicar a aconseguir "assassinar" la seva "víctima" a la vegada que intenta evitar ésser mort per un tercer jugador. Per fer-ho disposarà d'una gran varietat d'armament simbòlic. Addicionalment pot escollir una personalitat que haurà d'emular (un rol), amb la que guanyarà o perdrà punts si actua segons aquest paper.